# Emperor of Sand
Emperor of Sand ist das siebte Studioalbum der US-amerikanischen Metal-Band Mastodon. Es erschien am 31. März 2017 über Reprise Records und ist ein Konzeptalbum über das Thema Sterblichkeit. Bei den Grammy Awards 2018 wurde das Lied Sultan’s Curse in der Kategorie Best Metal Performance ausgezeichnet. und das Album in der Kategorie Best Rock Album nominiert.

## Entstehung

### Songwriting
Für das Vorgängeralbum Once More ’Round the Sun nahm die Band insgesamt 15 Lieder auf, die es auf eine Spielzeit von rund 90 Minuten brachten. Da die Band jedoch eine Albumlänge von einer Stunde anstrebte blieb rund 30 Minuten Musik unveröffentlicht. In einem Interview erklärte Sänger/Bassist Troy Sanders, dass die nicht verwendete Musik als EP veröffentlicht werden könnte. Schlagzeuger Brann Dailor ergänzte, dass die für die EP vorgesehene Musik düsterer klingen und mehr Elemente des Doom Metal enthalten würde als die Lieder, die auf dem Album veröffentlicht wurden. Dailor erklärte im Frühjahr 2016 in einem Interview, dass die Band an einem neuen Album schreibt. Das nicht verwendete Material vom letzten Album wäre dabei ebenfalls verwendet und weiter verarbeitet worden.
Ende Juni 2016 verkündete Gitarrist Brent Hinds, dass sich das Songmaterial zu einem Doppelalbum entwickelt hätte. Er selbst schrieb dabei den ersten Teil, in dem er eine schlimme Trennung verarbeitete, die er hinter sich hatte. Dafür schrieb er nach eigener Aussage „sehr dunkle, melancholische, gruselige, merkwürdige Musik“, die ein wenig nach den Bee Gees klingen würde und den Arbeitstitel Cold Dark Place trug. Gitarrist Bill Kelliher hatte bis Ende August 2016 elf Lieder geschrieben und Demos in dem Tonstudio aufgenommen, dass er in Keller seines Hauses eingerichtet hatte. Laut Kelliher stammen 75 Prozent der Musik von Emperor of Sand aus der Zeit des 2011 veröffentlichten Albums The Hunter. Auf den Demos war fast ausschließlich der Gesang von Brann Dailor zu hören. Kelliher kündigte den Beginn der Studioaufnahmen für Oktober oder November 2016 an.
Überschattet wurde das Songwriting durch zahlreiche schwere Erkrankungen von Familienmitgliedern der vier Musiker. Bei Bill Kellihers Mutter wurde ein Hirntumor diagnostiziert. Troy Sanders Ehefrau erkrankte an Brustkrebs und musste sich einer Chemotherapie unterziehen. Brann Dailors Mutter erkrankte an Lungenkrebs. Dailor und Kelliher trafen sich während des gemeinsamen Songwritings regelmäßig und tauschten sich zunächst über den Gesundheitszustand ihrer Mütter aus, insbesondere über die Frustration darüber, dass beide ihren Müttern nicht helfen können. Bill Kelliher ergänzte, dass die Erkrankung seiner Mutter ihm ein Ziel gab und dass er Musik für sie schreiben wollte.

„Diese Energie musste ich nutzen, um mich beschäftigt zu halten. Ich bin unzählige Male zu ihr geflogen, und immer, wenn ich zurückkam, bin ich direkt in mein Studio gegangen. Das hat funktioniert. Vor ihrem Tod hat sie die Songs noch hören können.“

### Aufnahmen
Die Aufnahmen fanden im Oktober und November 2016. Als Produzent verpflichtete die Band Brendan O’Brien, mit dem die Band bereits das im Jahr 2009 erschienenen Album Crack the Skye aufnahm. Laut Brann Dailor haben die von der Band geschriebenen Lieder ihn gebraucht und Mastodon wollten „wieder einen schwer geschmückten Weihnachtsbaum wie es Crack the Skye war“. O’Brien wäre der einzige Produzent, der der Musik von Mastodon Substanz hinzufügen könne, weil er „genau zuhören würde“. Bill Kelliher fügte hinzu, dass Brendan O’Brien im Studio total in die Materie eingetaucht wäre und viele Empfehlungen an die Musiker gab. Diese Eigenschaften eines Produzenten habe die Band vermisst.
Die Aufnahmen fanden im The Quarry Recording Studio in Kennesaw, Georgia statt und dauerten ungefähr einen Monat. Anfangs ließ O’Brien die Band die Lieder so spielen, wie sie von den Musikern arrangiert wurde. Erst später wurden die Ergebnisse diskutiert und die einzelnen Titel teilweise neu arrangiert. Nachdem Schlagzeuger Brann Dailor das Schlagzeug eingespielt hatte, begann er mit der Arbeit an den Texten. Da Dailor mehr Zeit zum Texten hatte als seine Bandkollegen hat er den größten Anteil am Gesang auf dem Album. In der Zwischenzeit nahmen seine drei Bandkollegen Gitarre und Bass auf. Wie schon bei den vorangegangenen fünf Studioalben trat Scott Kelly von der Band Neurosis als Gastsänger auf und ist bei dem Lied Scorpion Breath zu hören. Bei dem Lied Andromeda tritt Kevin Sharp von der Band Brutal Truth als Gastsänger auf. Außerdem spielt Michael Kenneally bei dem Lied Jaguar God Keyboard.
Neben den klassischen Instrumenten Gitarre, Schlagzeug und Bass wurden auch eine Triangel bei dem Lied Steambreather, ein Marxophon – ein Instrument aus der Familie der Zithern und ein Schellenring verwendet. Nachdem die Musik fertig aufgenommen worden war, gingen die Musiker in die Henson Studios in Los Angeles, um das Album zu mixen und einige Overdubs einzufügen. Das Abmischen dauerte zwei Wochen und wurde von Brendan O’Brien und Tom Syrowski übernommen. Für das Mastering war Billy Joe Bowers zuständig.

## Veröffentlichung
Über die Website war ein sogenanntes Deluxe pre-order package erhältlich. Diese Version enthielt das Album als Doppel-LP, das neben den regulären Schutzhüllen noch eine Schutzhülle mit dem Motiv des Albumcovers zum selbst Bemalen enthielt. Darüber hinaus enthielt das Paket noch exklusive Mastodon-Buntstifte. Am Tag der Veröffentlichung erhalten die Käufer noch das Album als Download. Das Albumcover wurde von Alan Brown, auch bekannt unter dem Pseudonym „Medusawolf“, entworfen. Laut Bill Kelliher sah Brann Dailor das Bild von Brown, das eine „böse Figur“ in einer großen Wüste zeigte. Dailor hatte dann die Idee, diese Figur als Verkörperung für Krebs zu nehmen.
Für die Lieder Sultan’s Curse, Show Yourself, Steambreather und Clandestiny wurden Musikvideos gedreht. Das Video für Sultan’s Curse ist rein animiert und basiert auf dem Albumcover. In dem Video zu Show Yourself führte Robert „Roboschobo“ Schober Regier. Hier hat der Schauspieler Brian Posehn, bekannt unter anderem aus der Serie The Big Bang Theory einen Cameoauftritt. Am 3. April 2017 spielten Mastodon das Lied Show Yourself in der ABC-Late-Night-Show Jimmy Kimmel Live!. Das gleiche Lied spielte die Band am 10. Juli 2017 in der TBS-Late-Night-Show Conan.

## Hintergrund

### Konzept
Die Inspiration für das Konzept holte sich die Band, nachdem einige enge Verwandte und Freunde in den vergangenen Jahren an Krebs erkrankten bzw. verstarben. Der im Titel genannte Imperator steht als Metapher für den Sensenmann, während der Sand für die Zeit steht. Der Protagonist der Geschichte erhält von einem Herrscher der Wüste eine Todesstrafe und wandert dann durch ein arides Ödland, eine Metapher für Krankheit und Verdammnis. Er durchläuft verschiedene Stadien der Erschöpfung, der Dehydrierung oder der Orientierungslosigkeit. Die Sonne steht für die Strahlentherapie. Am Ende des Albums stirbt der Protagonist und wird gleichzeitig gerettet.

„Diesen Frust, diese Verzweiflung haben wir in unseren Proberaum mitgenommen und unsere ganze Energie in Riffs und Musik gesteckt. Es ist die beste Methode, diese Gefühle zu verarbeiten. Statt unsere Probleme auszuklammern und zu ignorieren, haben wir uns direkt mit ihnen konfrontiert. Es geht darum, den Krebs zu bekämpfen, die Chemotherapien zu erdulden und alles, was damit zusammenhängt. […] Zeit ist ein sehr großes Thema auf dem Album. Wieviel Zeit bleibt uns noch übrig? Was machen wir mit unserer Zeit?“

Gleichzeitig soll das Album auch Positives ausdrücken wie Hoffnung. Laut Brann Dailor ergeben die Initialen des Albumtitels Eos, die in der griechischen Mythologie die Göttin der Morgenröte darstellt. Bill Kelliher ergänzte, dass seine Mission erfüllt sei, wenn sich die Hörer in schlechten Zeiten das Album auflegen und sich so lange ausweinen können, bis es ihnen besser gehen würde.

### Bedeutungen der Lieder
In dem ersten Lied Sultan’s Curse erhält der Protagonist die Strafe, die als Metapher für die Krebsbehandlung steht. Er fragt sich, wie viel Zeit ihm noch bleibt. Mit dem Lied Precious Stones wollen die Musiker die Hörer dazu ermutigen, die Person zu sein, die man sein will und nicht ein Leben zu führen, das andere Personen von einem erwarten. Bei Steambreather werden die Nazca-Linien in Peru erwähnt. Hierbei handelt es sich um Geoglyphen, die von einer antiken Zivilisation als Fruchtbarkeitsritual angelegt wurden, welche die langen Dürreperioden der Gegend bekämpfen sollten. Der Protagonist versucht hier, es regnen zu lassen um sein Leid zu lindern. Roots Remain ist laut Bill Kelliher ein Abschiedsbrief eines Menschen, der an einem Tumor stirbt.

„Auch wenn man die Tumore entfernt, bleiben Metastasen übrig. Das zeigt uns, dass selbst verdorbene Wurzeln verbleiben. Der Song hat eine sehr spezielle Bedeutung für mich, weil er Hilflosigkeit nicht nur von der Seite der Betroffenen thematisiert, sondern auch Nahestehende mit einbezieht.“

Das Lied Clandestiny symbolisiert eine Art Schlange, da laut Brann Dailor viele Krebstherapien nicht wirken und den Ärzten nur Geld einbringen. Die Patienten wären verzweifelt genug, um alles auszuprobieren. Andromeda ist ein Lamento über den ewigen Kreislauf von Leben und Tod. Das abschließende Lied Jaguar God wurde von der Kultur der Maya beeinflusst. Diese Kultur verehrte unter anderem einen Gott in Gestalt eines Jaguars, der als Beherrscher der Unterwelt gesehen wurde.

## Rezeption

### Rezensionen
Das deutsche Magazin Metal Hammer kürte Emperor of Sand zum Album des Monats. Laut Frank Thiessies „schafft die Band den hochkomplexen Balance-Akt einer musikalisch fordernden und zugleich melodischen sowie unverkennbaren, eklektischen eigenen Herangehensweise wieder einmal meisterlich“. Das Album „beweist nachhaltig, dass aktuell (immer noch) keine andere alternativ-progressive Metal-Band Mastodon das Wasser reichen kann“, wofür Thiessies sechs von sieben Punkten vergab. Auch im deutschen Magazin Rock Hard wurde Emperor of Sand zum Album des Monats gewählt, musste sich den Titel allerdings mit dem selbstbetitelten Album der Band The Doomsday Kingdom teilen. Für Thorsten Dörting „erklimmt eine reife Band bisher unerreichte Höhen“ und bei jedem Durchlauf des Albums würde der Hörer „mit neuen Entdeckungen belohnt“. Das Album wäre „ernsthaft verspielt, wie es nur erwachsene Männer können“, wofür Dörting 8.5 von zehn Punkten vergab. Für Jordan Blum vom Onlinemagazin Pop Matters ist Emperor of Sand zwar „keineswegs ein schlechtes Album“. Allerdings würde es auf dem Album „nur sehr wenig geben, was die Band nicht schon längst erkundet hat“, wofür Blum sieben von zehn Punkten vergab.

### Chartplatzierungen
| ChartsChartplatzierungen       | Höchstplatzierung | Wochen |
| ------------------------------ | ----------------- | ------ |
| Deutschland (GfK)              | 11 (2 Wo.)        | 2      |
| Österreich (Ö3)                | 11 (1 Wo.)        | 1      |
| Schweiz (IFPI)                 | 13 (1 Wo.)        | 1      |
| Vereinigtes Königreich (OCC)   | 11 (2 Wo.)        | 2      |
| Vereinigte Staaten (Billboard) | 7 (3 Wo.)         | 3      |

Emperor of Sand erreichte in der ersten Verkaufswoche 43.000 Album-equivalent units. Berücksichtigt man die kompletten Verkaufe als physische Tonträger und Downloads, so war Emperor of Sand mit 41.000 Einheiten in der ersten Woche nach der Veröffentlichung gar auf Platz eins, noch vor der Nummer eins der Billboard 200, dem Rapper Drake. Damit erreichten Mastodon Platz eins der Top Album Sales Charts. Allerdings werden seit 2014 bei der Ermittlung der Billboard 200 auch Streamings und digitale Verkäufe berücksichtigt. Weitere Platzierungen unter den Top Ten erreichte das Album in Kanada (Platz vier), Australien (Platz drei), Finnland (Platz vier), Schweden (Platz fünf), Norwegen (Platz sechs), Irland (Platz sieben) und Neuseeland (Platz neun).

### Auszeichnungen
Bei den Metal Hammer Awards 2017 wurde Emperor of Sand in der Kategorie Bestes Album und Show Yourself in der Kategorie Metal Anthem nominiert. Die Preise gingen allerdings an die Bands Heaven Shall Burn für das Album Wanderer bzw. an Ghost für das Lied Square Hammer. Bei den Loudwire Music Awards 2017 erhielt das Album eine Nominierung in der Kategorie Metal Album of the Year. Außerdem wurde die Band in der Kategorie Metal Artist of the Year, Brent Hinds und Bill Kelliher in der Kategorie Best Guitarist und Brann Dailor in der Kategorie Best Drummer nominiert. Allerdings gingen Mastodon leer aus. Bei den Grammy Awards 2018 gewann das Lied Sultan’s Curse in der Kategorie Best Metal Performance, während das Album in der Kategorie Best Rock Album nominiert wurde.
Das britische Magazin Metal Hammer wählte Emperor of Sand zum Album des Jahres 2017. Im deutschen Metal Hammer belegte das Album Platz zwei hinter Gods of Violence von Kreator. Das deutsche Onlinemagazin laut.de führte Emperor of Sand auf Platz acht in ihrer Liste der besten Metal-Alben des Jahres 2017.